# Trigonostemon tuberculatus
Trigonostemon tuberculatus är en törelväxtart som beskrevs av F.Du och Ju He. Trigonostemon tuberculatus ingår i släktet Trigonostemon och familjen törelväxter. Inga underarter finns listade i Catalogue of Life.